# Alberto Héber Usher
Alberto Héber Usher (Montevideo, 1 de maig de 1918 - ibídem, 19 de gener de 1981) fou un polític uruguaià pertanyent al Partit Nacional, i president del Consell Nacional de Govern (Cap d'Estat) entre l'1 de març de 1966 i el 28 de febrer de 1967. Va ser germà del també polític nacionalista Mario Héber Usher.

## Biografia
En la seva joventut va estudiar arquitectura i es va desentrampar com a corredor de Borsa. En les eleccions de 1950 va ser elegit diputat pel sector encapçalat per Daniel Fernández Crespo, però va renunciar a assumir la banca. El 1958, any en què el Partit Nacional va guanyar les eleccions per primera vegada en gairebé cent anys, va ser elegit novament diputat, banca que ara sí que va exercir, entre 1959 i 1963.
En els comicis de 1962 va ser elegit per integrar el Consell Nacional de Govern, al quart lloc de la llista majoritària del Partit Nacional. Com a resultat de la seva ubicació en la llista guanyadora, li va correspondre presidir el cos i ser, per tant, Cap d'Estat, l'últim any del període 1963-1967.
En les eleccions de 1966 va ser candidat a la presidència de la República, en fórmula completada per Nicolás Storace Arrosa. Per aquest motiu va haver de sol·licitar un descans en la presidència del Consell Nacional de Govern, sent substituït per Carlos María Penadés entre setembre de 1966 i gener de 1967. La seva candidatura presidencial va ser derrotada, i fins i tot va perdre internament davant de la que encapçalava Martín Recaredo Echegoyen. Cinc anys després, va acompanyar com a candidat a la vicepresidència de la República al candidat presidencial Mario Aguerrondo. Tampoc en aquesta ocasió la fórmula que integrava no va obtenir la majoria, ni encara dins del Partit Nacional, la que va correspondre a Wilson Ferreira Aldunate.
Héber, que havia ocupat la presidència del Directori del Partit Nacional entre 1970 i 1971, va ser assenyalat per la dictadura militar, com gairebé tots els dirigents polítics, el setembre de 1976, per l'Acte Institucional Núm. 4. En conseqüència, va passar els seus últims anys, durant el règim militar, allunyat de l'activitat política.